# 圣尼各老堂 (威尼斯)

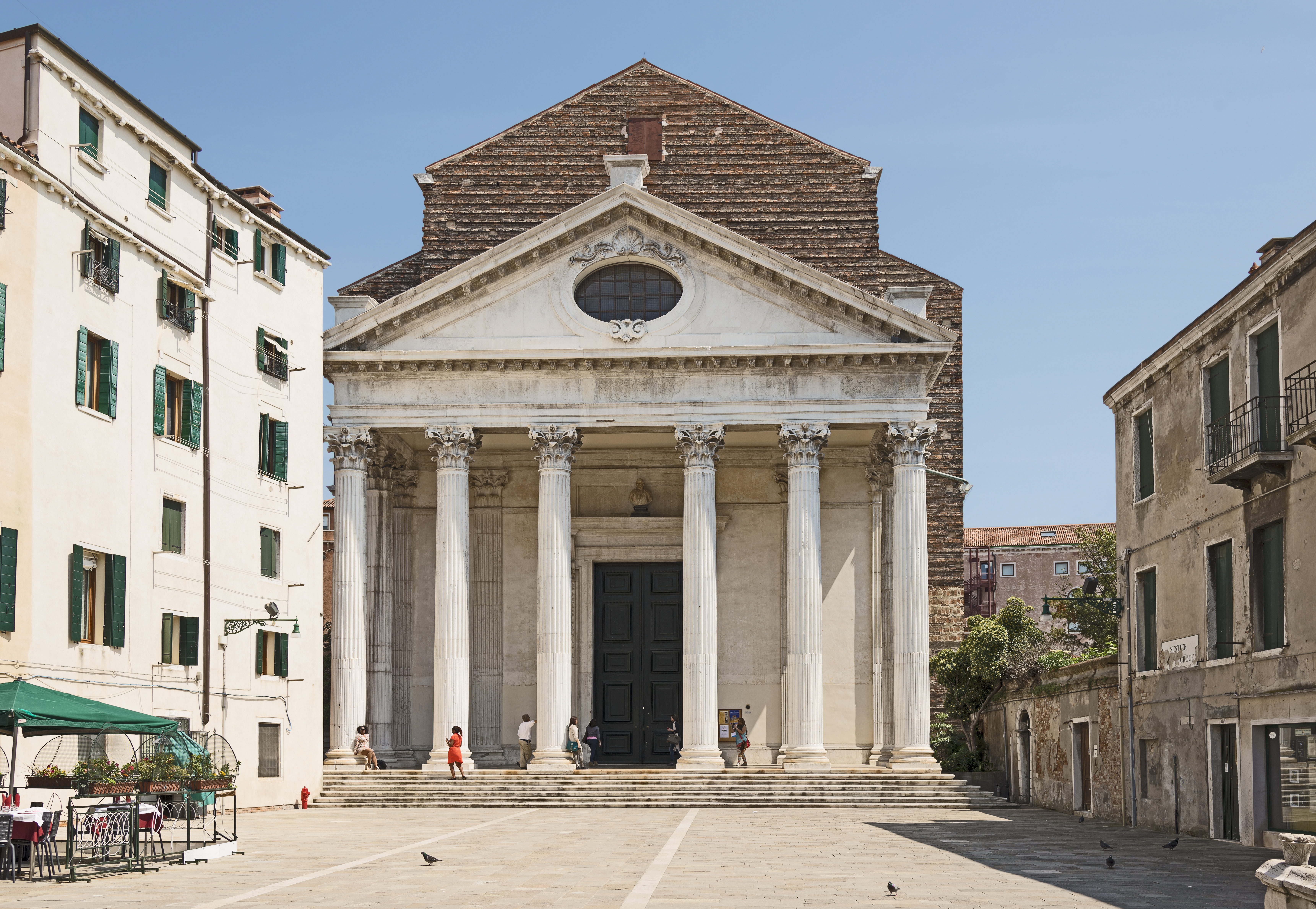
立面

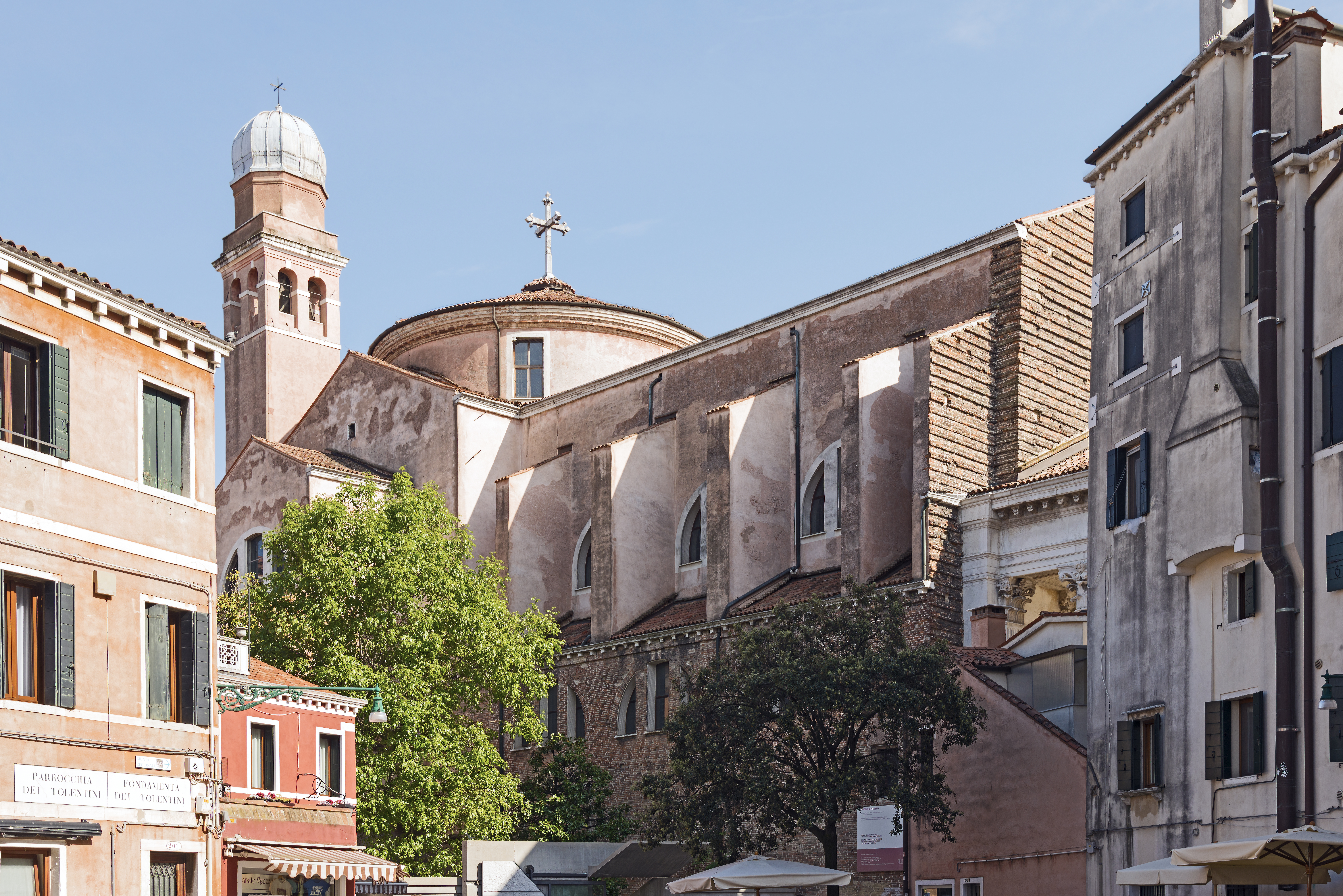

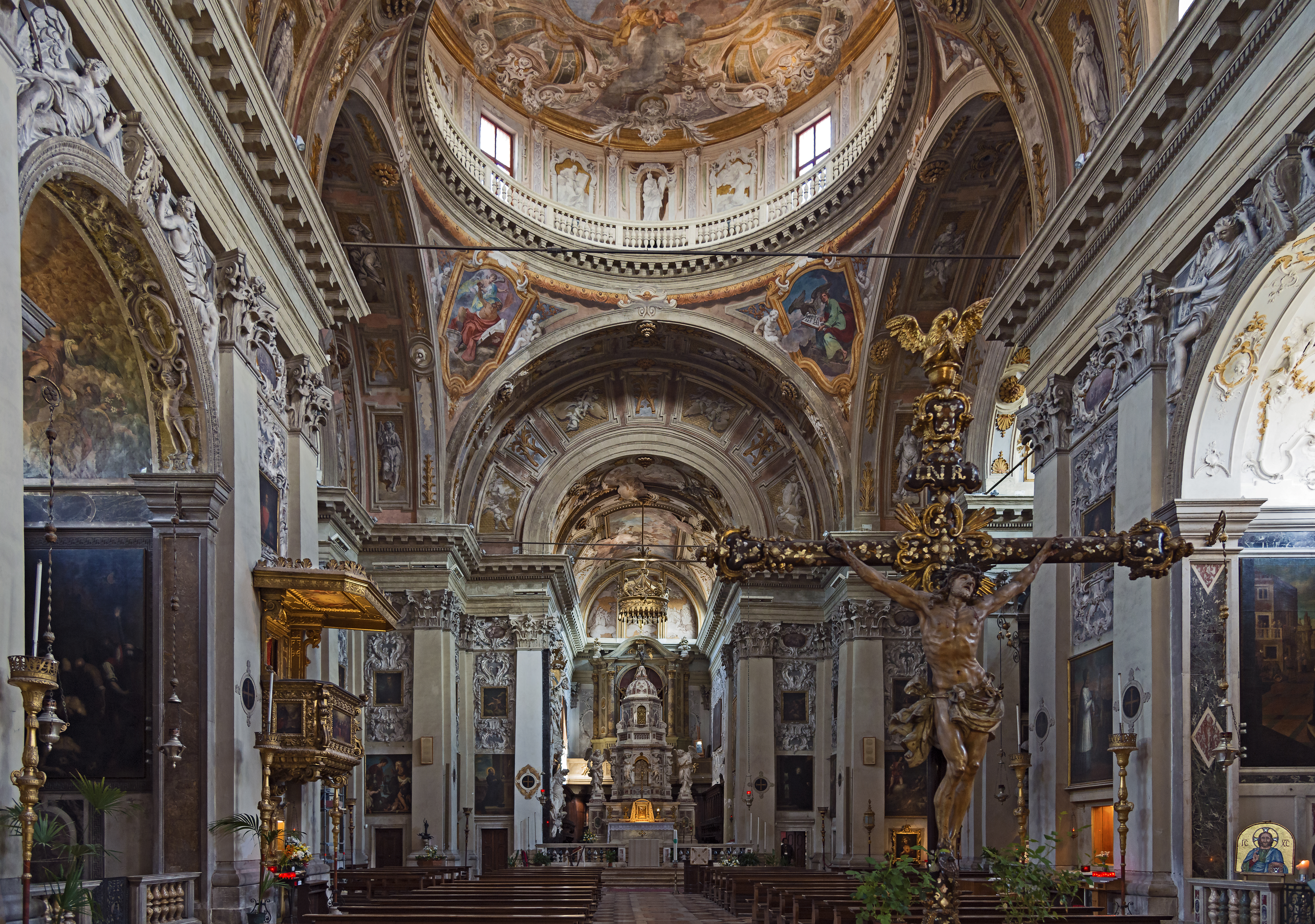

戴蒂尼会圣尼各老堂（Chiesa di San Nicolò da Tolentino），通称为“Tolentini”，是意大利威尼斯的一个本堂，戴蒂尼会在该市的会院。戴蒂尼会修士于1527年罗马之劫后进入威尼斯。圣尼各老堂始建于1590年，1714年完成。这是一座大型教堂，拥有威尼斯唯一的科林斯柱式门廊。